# روز جهانی حیوانات

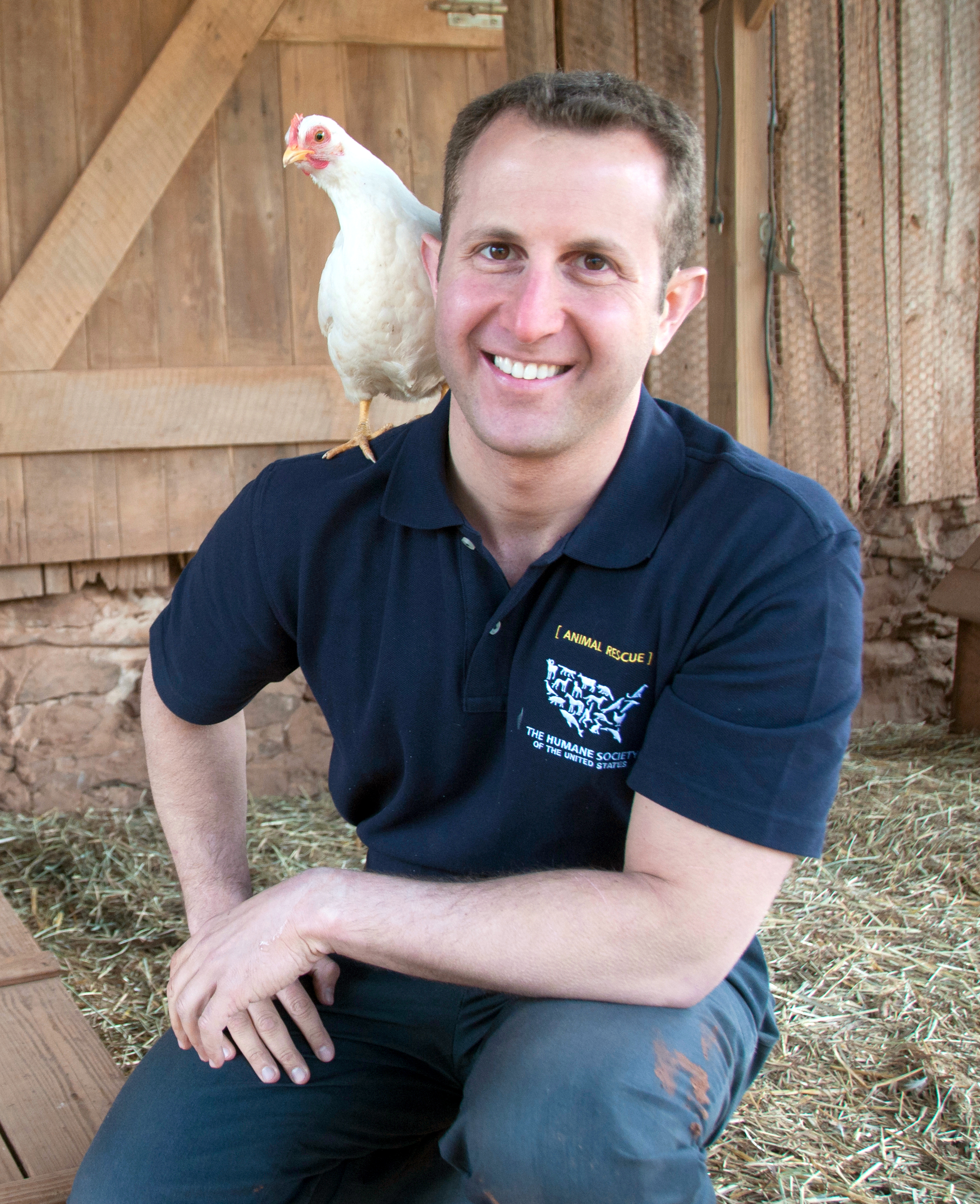

روز جهانی جانوران یا روز جهانی حیوانات (به انگلیسی: World Animal Day) در سال ۱۹۳۱ در کنوانسیون زیست شناسان در فلورانس و به منظور شناساندن گونه‌های در خطر انقراض در نظر گرفته شد. چهارم اکتبر (۱۲ مهر) به این دلیل برای چنین روزی انتخاب شد که روز عید مقدّس سنت فرانسیس اسیسی قدّیس حامی جانوران بود.
روز جهانی جانوران در حال حاضر فراتر از یک جشن مسیحی است و توسط دوستداران حیوانات از همه اعتقادات، ملیت‌ها و نگرش‌ها جشن گرفته می‌شود. در کلیساها و فضاهای عمومی شهرها، مراسم دعا برای جانوران تدارک دیده می‌شود؛ پناهگاه‌های حیوانات در این روز به درآمدزایی و جذب کمک‌های مردمی اقدام می‌کنند و در مدارس تکلیف‌ها و پروژه‌های ویژه مرتبط با جانوران انجام می‌شود. افراد و گروه‌های دوستانه یا همکار نیز با کمک مالی یا به عهده گرفتن هزینه یک جانور، این روز را گرامی می‌دارند.